# Walentin Kowalow
Walentin Fiodorowicz Kowalow (ros. Валентин Фёдорович Ковалёв, ur. 16 lipca?/29 lipca 1914 w Baku, zm. 30 listopada 1972 w Moskwie) – radziecki pilot doświadczalny, Bohater Związku Radzieckiego (1960).

## Życiorys
W latach 1928–1933 mieszkał w Piatigorsku, w 1932 skończył szkołę uniwersytetu fabryczno-zawodowego, pracował jako tokarz metalowy. W 1931 skończył szkołę szybowcową w Mineralnych Wodach, a w 1933 aeroklub w Baku, 1933-1934 był instruktorem szybowcowym w aeroklubie w Baku. W 1937 ukończył szkołę lotnictwa cywilnego w Batajsku, pracował jako pilot we Wschodniosyberyjskim Zarządzie Lotnictwa Cywilnego i jako dowódca klucza szkolnej eskadry oddziału lotniczego lotnictwa cywilnego w Jenisejsku. Od września 1942 służył w Armii Czerwonej, uczestniczył w wojnie z Niemcami kolejno jako dowódca załogi, dowódca oddziału, zastępca dowódcy i dowódca eskadry 101 lotniczego pułku dalekiego zasięgu/31 gwardyjskiego lotniczego pułku dalekiego zasięgu. W nocy na 18 lipca 1943 jego samolot został zestrzelony w rejonie Orła, jednak zdołał wylądować. Wykonał 194 loty bojowe, dostarczając partyzantom uzbrojenie i zaopatrzenie oraz wykonując naloty bombowe na tyłach wroga. Po wojnie dowodził eskadrą pułku lotnictwa bombowego, w sierpniu 1946 został zwolniony do rezerwy w stopniu kapitana. Pracował w elektrowni w Jessentukach, 1947-1950 był pilotem doświadczalnym Instytutu Naukowo-Badawczego-17. Zajmował się testowaniem systemów radiolokacyjnych w samolotach, w 1949 skończył kursy przy szkole pilotów doświadczalnych, a 1950-1955 był pilotem Instytutu Lotniczo-Doświadczalnego w mieście Żukowskij, biorąc udział w testowaniu aparatury automatycznej astronawigacji w Tu-16, a także w wielu testach samolotów Ił-28, Pe-8 i Tu-2 oraz helikoptera Mi-4. Od 1955 do 1962 był pilotem doświadczalnym Specjalnego Biura Konstrukcyjnego (OKB) Tupolewa, testując m.in. samoloty Tu-16R, Tu-98, Tu-107 i Tu-22B, 1957-1960 ustanowił 22 światowe rekordy lotnicze (w tym 6 jako drugi pilot) prędkości, odległości i ładowności samolotami Tu-104A, Tu-104B i Tu-104E. Został pochowany na Cmentarzu Wagańkowskim.

## Odznaczenia
- Złota Gwiazda Bohatera Związku Radzieckiego (5 października 1960)
- Order Lenina (dwukrotnie, 18 września 1943 i 5 października 1960)
- Order Czerwonego Sztandaru (6 kwietnia 1945)
- Order Czerwonej Gwiazdy (22 lutego 1943)
- Order „Znak Honoru” (dwukrotnie, 12 lipca 1957 i 31 lipca 1961)
- Medal „Partyzantowi Wojny Ojczyźnianej” I klasy (11 września 1943)

I inne.